# 公皙哀

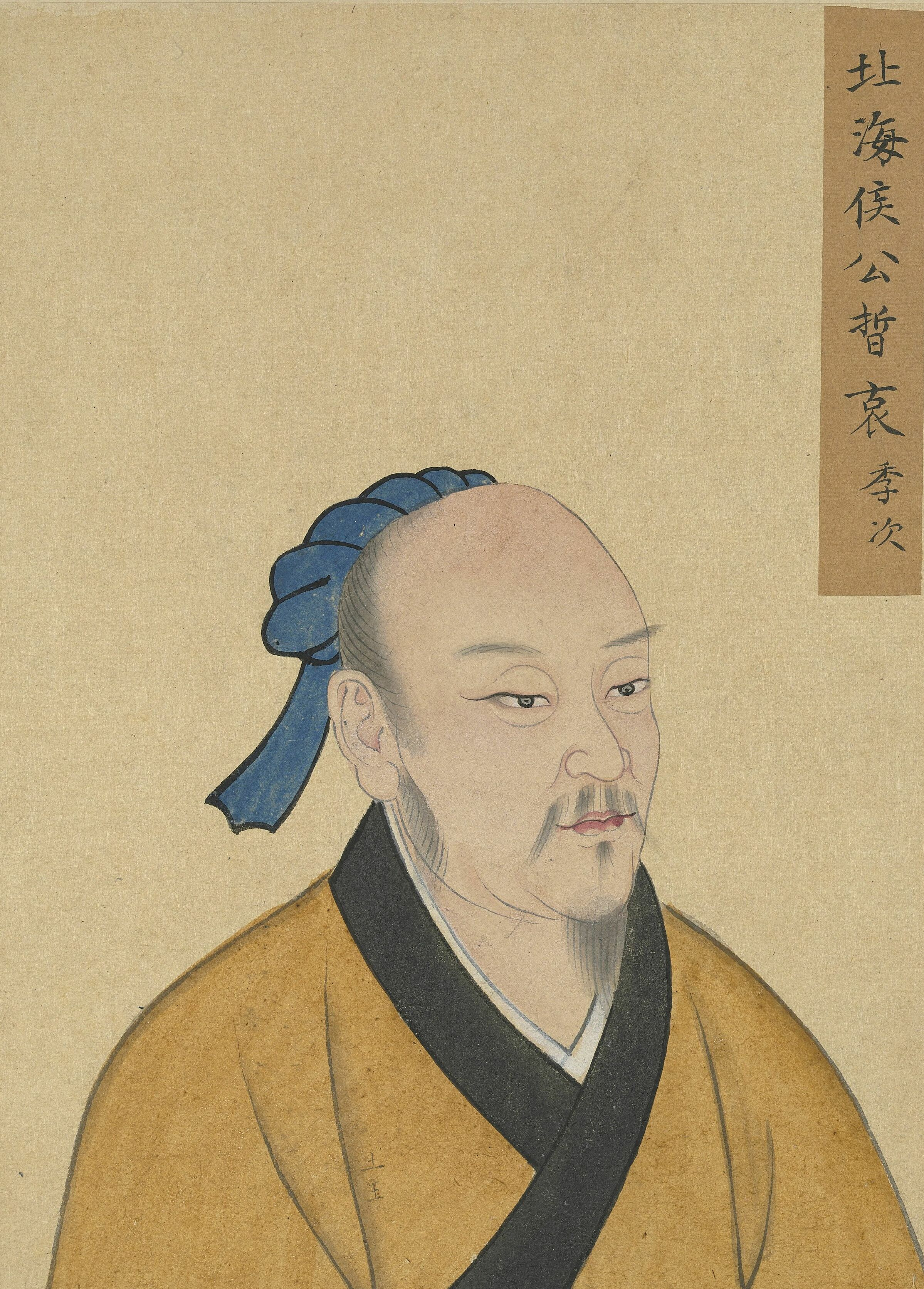
公皙哀

公皙 哀（こうせき あい、拼音：Gōngxī Aī、生没年不詳）は、中国春秋時代の斉の人である。姓は公皙、名は哀、字は季次または季沈。孔子の七十子弟子の一人。司馬貞の『史記索隠』によれば、彼の名前は公皙克であったといい、『孔子家語』にもそう記されている。

## 生涯
公皙哀は『論語』では登場しないが、『孔子家語』には彼は斉出身だと記されている。
『史記』游侠列伝によれば彼は家が貧しかったので、粗末な衣服を着て、一生を草庵で過ごしたという。それでも彼は真剣に学問を学び、徳の高い人格者としての道を歩んだとされる。また、彼は貴族に仕えるのを拒否し、極貧の生活を送ることを選択したという。当時はほとんどの人が身を汚してでも人に仕えていた中、彼は生涯官職に就かず、これについて孔子は 「天下、行い無し、多くは家臣と為り、都に仕う。唯季次のみ未だ嘗て仕えず」（ひどい世の中だというのに、弟子の多くはどこかの家臣になったり、都で仕官している。ただ季次のみが、まだ仕官しようとしない）と言い、公皙哀の道義を重んじる精神を称賛した。

## 追贈
孔子廟には公皙哀の位牌が外庭に、四聖や十二哲の位牌を越えて公冶長の位牌の後ろに配置された。
739年（開元27年）、唐代の玄宗により郳伯の称号を追贈された。
1009年（大中祥符2年）、北宋の真宗により北海侯の称号を追贈された。
1530年（嘉靖9年）、明代に「先賢公子」に称号を改められた。
清代に「先賢公皙子」に称号を改められた。